# Caso Ester Quintana
Ester Quintana es una mujer de Barcelona que durante la huelga general, el 14 de noviembre de 2012, defiende que perdió un ojo a causa de un impacto de un proyectil lanzado por los mozos de escuadra en la manifestación de Barcelona.
Quintana explica que fue profesora de informática, gestora de actividades culturales, llevó un bar-cafetería en un centro cívico y que en el momento de la lesión se encontraba en paro.

## Transcurso del caso
Felip Puig negó que los Mozos de Escuadra pudieran haber lanzado pelotas de goma el 14 de noviembre, contraponiendo su argumento con la sugerencia de que habían sido los mismos manifestantes que habían herido a Ester Quintana. Se encontró un vídeo en You Tube donde se podía observar como un antidisturbios utilizaba una lanzadera —que es capaz de disparar proyectiles de 40 mm de diámetro, siendo más precisa que las pelotas de goma— en la confluencia de la Plaza de Cataluña con la Ronda de San Pedro, a menos de 100 metros de donde Quintana resultó herida.
Ester Quintana presentó una denuncia criminal contra los Mozos de Escuadra, que fue llevada a trámite el 18 de diciembre de 2012. El enfermero que la atendió fue uno de los testigos que presentó delante el  juez que Quintana no mostraba ningún corte, ni suciedad, ni cristales, ni polvo en el ojo, sino que presentaba una herida «limpia y lisa», compatible con el impacto de una bala de goma y no con el de cualquier otro objeto.
En el día 26 de marzo de 2013, finalmente, el juzgado de instrucción número 11 de Barcelona el cual seguía el caso, llamó a declarar a dos Mozos de Escuadra como supuestos imputados: el mando y el agente escopetero de la furgoneta Dragó 40 de la Brigada Móvil .

## Campaña mediática
Desde Stop Bales de Goma se impulsó una campaña para reclamar acabar con los proyectiles de pelotas de goma, que consiguió que más de dos mil personas se fotografiaran con un parche en el ojo apoyando a Ester Quintana.
En los Cines Girona, el 9 de septiembre de 2015, se lanzó el documental "A ti qué te parece", una pieza realizada por un grupo de estudiantes del EMAV con el objetivo de dar a conocer el caso.

## Consecuencias
El 13 de diciembre de 2012, Sergi Pla, comisario jefe de Refuerzos Operativos de los Mozos de Escuadra y jefe de los antidisturbios, dimitió después de que la dirección del cuerpo policial aceptara un error en la cadena de mando durante la actuación de la huelga general. En julio de 2013 el Departamento de Interior de la Generalidad de Cataluña quitó de todas sus actividades al cabecilla y a los seis agentes policiales de la unidad Dragó 414 por «indisciplina», después de haber reconocido que sí que se bajaron del vehículo en el cruce del Paseo de Gracia con Gran Vía de las Cortes Catalanas y que «creían recordar» que solamente se lanzó un proyectil y por no haber reconocido ni anunciado esta información durante los ocho meses.